# Mariana Karr
María Elena Coppola González, conocida como Mariana Karr (Buenos Aires, 29 de noviembre de 1949 - Ciudad de México, 31 de julio de 2016) fue una actriz argentina nacionalizada mexicana, que dedicó la mayor parte de su carrera al cine y la televisión.

## Carrera

### Cine
En el cine perteneció al grupo de las mujeres fatales de la nueva ola debutando en 1969 en Corazón contento de Palito Ortega, luego volvieron a juntarse en ¡Qué linda es mi familia! (1980), luego continuó en los años setenta en los géneros del cine picaresco, en la película La noche del hurto (1976), del bizarro como Escalofrío (1978), y policiales como Sucedió en el internado (1985).
En 1982 en ATC (Argentina Televisora Color) protagonizó la telenovela Rebelde y solitario de Sergio De Cecco junto a Raúl Taibo, donde interpretó a una directora de una revista de modas. En 1984 protagonizó la telenovela Tramposa de Delia González Márquez con el actor Pablo Alarcón.
Durante 1986  fue la antagonista de la telenovela Venganza de mujer también de la autora Delia González Márquez junto a Luisa Kuliok y Raúl Taibo.
También participó en 1987 en dos coproducciones: la primera con Puerto Rico en Quiero morir mañana de Luis Gayo Paz con Alicia Zanca y Jorge Mayorano, y la segunda con México en Como la hiedra protagonizada por Luisa Kuliok y Salvador Pineda. Entre 1988 y 1989 fue antagonista en "El mago", la telenovela de canal 11, protagonizada por Carlos Calvo y Patricia Palmer. Entre 1991 y 1993 realiza sus últimos trabajos en Argentina que son Alta comedia en Canal 9, ¡Grande, pa! 1993 Telefe y los teleteatros Es tuya, Juan y Corazones de fuego para Argentina Televisora Color.
En 1994 cuando se instaló en México donde graba sus primeras telenovelas con actrices del teleteatro mexicano como Angélica Rivera en La dueña (1995), y las divas de México como  Angélica María en Bendita mentira (1996), Lucero en Lazos de amor (1995) y Silvia Pinal en el unitario Mujer, casos de la vida real. Desde entonces no abandonó dicho país y posteriormente recibió la nacionalidad mexicana. Fue parte de producciones de Carla Estrada, entre ellas se destacan Alborada y Pasión. Su hija es Solange Alchourron Coppola.

## Fallecimiento
Mariana Karr falleció el 31 de julio de 2016, víctima de un paro cardiorrespiratorio provocado por el consumo de tabaco.[cita requerida]

## Trayectoria

### Telenovelas
- La vecina (2015-2016) - Luz "Lucita" Requena Vda. de Legarreta
- Qué pobres tan ricos (2013-2014) - Covadonga
- Corazón indomable (2013)
- La mujer del vendaval (2012-2013) - Conchita Pimentel
- Amorcito corazón (2011-2012) - Beatificación Solís "La Beba"
- Zacatillo, un lugar en tu corazón (2010) - Rosa Echevarría Vda. de Pérez-Cotapo
- Juro que te amo (2008-2009) -  Fausta Zuloaga
- Pasión (2007-2008) - Sofía Mendoza de Mancera y Ruiz
- Alborada (2005-2006) - Isabel Manrique de Leiva
- La madrastra (2005) - Carcelera
- Clap...El lugar de tus sueños (2003-2004) - Alenka
- Bajo la misma piel (2003-2004) - Alina Calderón de Ruiz
- Así son ellas (2002-2003) - Emilia
- El juego de la vida (2001-2002) - Victoria Del Castillo de Vidal
- María Belén (2001) - Lolita
- Mi destino eres tú (2000) - Irene
- Soñadoras (1998-1999) - Nancy Araujo de González
- El secreto de Alejandra (1997-1998) - Luvia Alperte
- Bendita mentira (1996) - Mariana †
- Lazos de amor (1995-1996) - Susana Ferreira
- La dueña (1995) - Julieta Rentería
- ¡Grande, pa! (1993)
- Corazones de fuego (1992) - Amanda de Martino
- Es tuya, Juan (1991) - Mercedes
- El mago (1988-1989) - Sandra
- Como la hiedra (1987)
- Quiero morir mañana (1987) - Ella misma
- Cuando vuelvas a mí (1986)
- Venganza de mujer (1986) - Mariana Elizalde
- Tramposa (1984)
- Una razón para vivir (1982)
- Rebelde y solitario (1982) - Lila
- La búsqueda  (1982)
- Llena de amor  (1980)
- Un ángel en la ciudad  (1980) - Azucena
- Profesión, ama de casa (1979-1980) - Betina
- Andrea Celeste  (1979) - Elena
- Propiedad horizontal (1979) - Florencia
- Un mundo de veinte asientos (1978)
- Tiempo de vivir (1976-1977)
- Llegó el profesor (1976)
- El amor tiene cara de mujer  (1976)
- Alguien por quien vivir (1975)
- Me llamán Gorrión (1972-1973) - Cecilia
- Estación Retiro (1971-1972)
- La pecosa (1971)
- La cruz de Marisa Cruces (1969) - Mónica
- Rafael Heredia, gitano (1968)

### Programas
- La rosa de Guadalupe (2008-2014)
- Mujer, casos de la vida real (1997-2000).
- Alta comedia (1991)
- Vínculos (1987)
- Domingos de Pacheco (1983)
- Compromiso (1983)
- Nosotros y los miedos (1982)
- Las 24 horas (1981)
- Profesión: ama de casa (1979) - Betina
- La casa, el teatro y usted (1974)
- Teatro de humor  (1974)
- Lo mejor de nuestras vidas, nuestros hijos (1973)
- Esto es teatro: jaque a la juventud (1971)

### Cine
- Corazón contento (1969)
- La noche del hurto (1976)
- Escalofrío  (1978)
- Qué linda que es mi familia  (1980)
- Sucedió en el internado (1985)
- El travieso (1991)

## Premios y nominaciones

### Premios TVyNovelas
| Año  | Categoría               | Telenovela | Resultado |
| ---- | ----------------------- | ---------- | --------- |
| 2006 | Mejor actriz de reparto | Alborada   | Ganadora  |

### Premios Bravo
| Año  | Categoría             | Telenovela | Resultado |
| ---- | --------------------- | ---------- | --------- |
| 2006 | Mejor actriz genérica | Alborada   | Ganadora  |

### Califa de Oro
| Año  | Categoría               | Telenovela                       | Resultado |
| ---- | ----------------------- | -------------------------------- | --------- |
| 2010 | Mejor actuación del año | Zacatillo un lugar en tu corazón | Ganadora  |
| 2007 | Mejor actuación del año | Pasión                           | Ganadora  |